# Ragnhild Hiorthøy
Ragnhild Hiorthøy, född 5 februari 1939, är en norsk skådespelare.
Hiorthøy verkade 1959–1983 vid flera olika teatrar, däribland Det Nye Teater, Trøndelag Teater och Rogaland Teater. Sedan 1983 är hon engagerad vid Den Nationale Scene. Hon har även medverkat i filmerna Strandhugg (1961) och Før frostnettene (1966) samt i två TV-teaterföreställningar.

## Filmografi
- 1961 – Strandhugg
- 1961 – Går ut i kveld (TV-teater)
- 1966 – Før frostnettene
- 1966 – Nederlaget (TV-teater)